# Straßenbahndepot Arheilgen

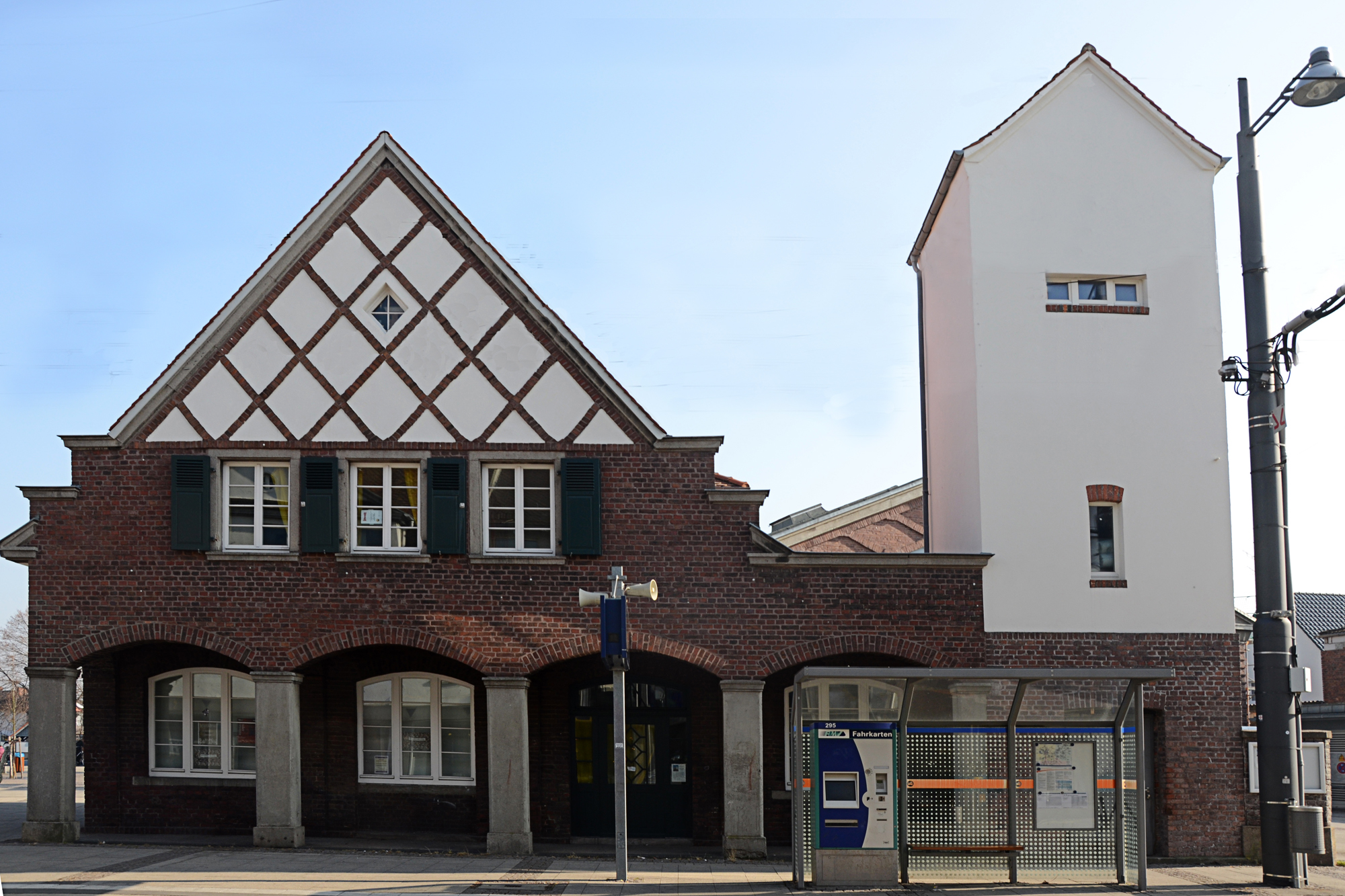
Verwaltungsgebäude

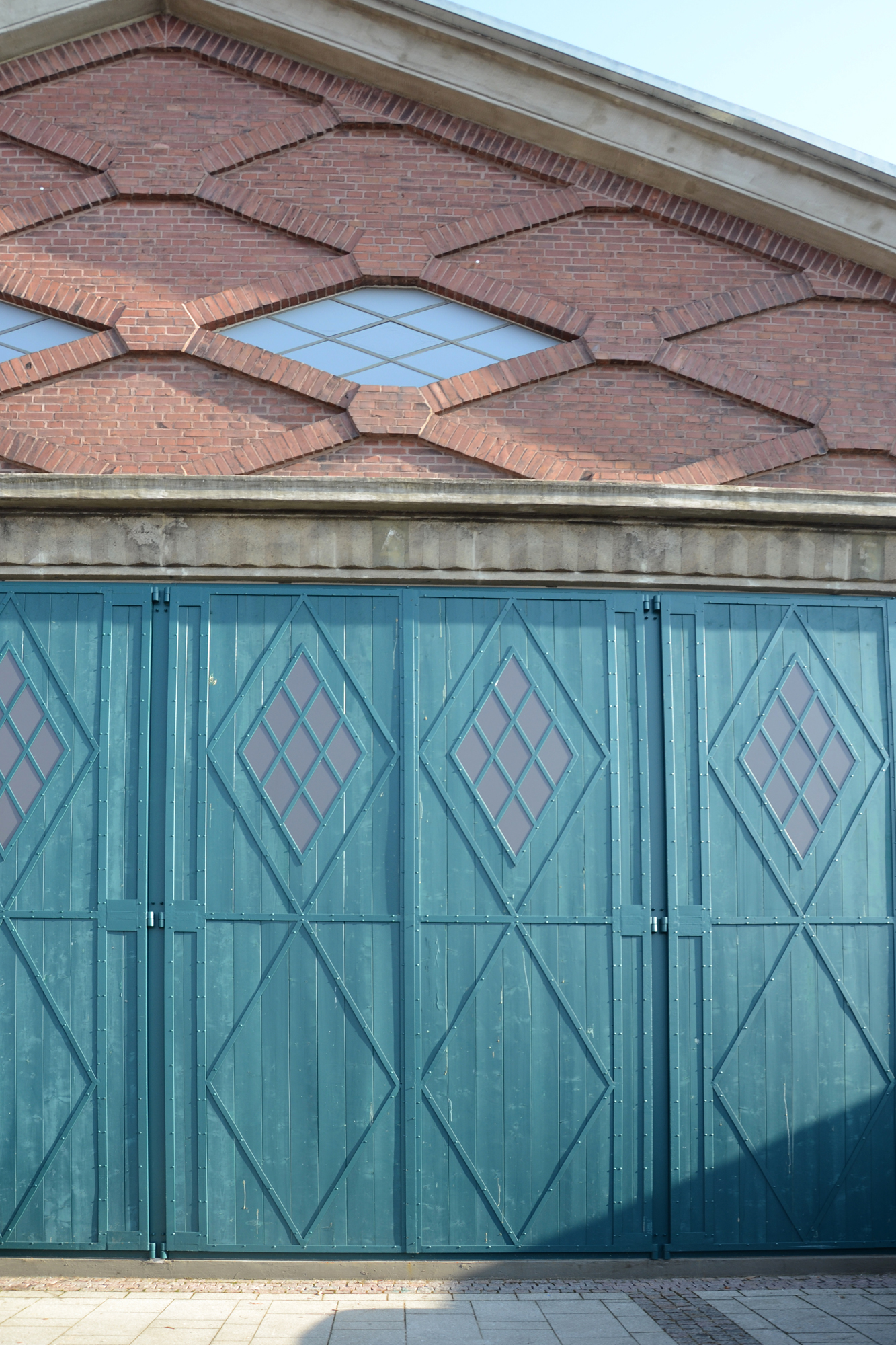
Wagenhalle

Das Straßenbahndepot Arheilgen ist ein ehemaliges Depot in Darmstadt-Arheilgen.

## Architektur und Geschichte
Das ehemalige Straßenbahndepot besteht aus der Wagenhalle und dem Verwaltungsgebäude.
Das Depot wurde 1924 nach Plänen der Architekten Markwort & Seibert erbaut.
Das Verwaltungsgebäude ist ein zweigeschossiges giebelständiges Vordergebäude mit Satteldach.
Im Erdgeschoss gibt es einen Arkadenausbau.
Die Wagenhalle besitzt vertikale Fensterbänder und eine verspielte geometrische Rückfassade in Eisenfachwerk.
Dazu ein wiederkehrendes Rautenmotiv in den Giebelfenstern und im Hallentor.
An beiden Gebäuden gibt es einen korrespondierenden expressiven Rautenschmuck in den Giebelfeldern.
Das Depot befindet sich in stadträumlich exponierter Lage und ist von baukünstlerisch überregionaler Qualität.

## Nutzung
Seit Juli 2014 befindet sich in der ehemaligen Wagenhalle ein Edeka-Supermarkt. Zuvor wurde die Halle vorwiegend für Veranstaltungen wie den Weihnachtsmarkt oder Gewerbeschauen benutzt. Im Verwaltungsgebäude ist seit den 1990er Jahren ein Jugendzentrum untergebracht.